# Calamoecia lucasi
Calamoecia lucasi är en kräftdjursart som beskrevs av Brady 1906. Calamoecia lucasi ingår i släktet Calamoecia och familjen Centropagidae. Inga underarter finns listade i Catalogue of Life.